# Paul Claes
Paul Claes est un philologue classique et auteur belge né à Louvain le 30 octobre 1943.
Poète, romancier, essayiste et traducteur de Sapphô, Catulle, Louise Labé, Nerval, Omar Khayyam, Milton, Mallarmé,Rimbaud, James Joyce, Ezra Pound, T.S. Eliot et Rilke parmi d'autres, il écrit et traduit en néerlandais et dans d'autres langues comme le latin, l'anglais ou le français. 
Concatenatio Catulliana (Amsterdam 2002) propose une nouvelle théorie sur le problème de l'arrangement des poèmes de Catulle. Il publia une étude sur Rimbaud: La clef des Illuminations (Rodopi 2008). 
En 1996, le prix Martinus-Nijhoff lui a été décerné. En 2011 il a gagné le prix du sonnet des Amis de Ronsard.